# Arquebisbat de Càpua
L'arquebisbat de Càpua —arcidiocesi di Capua (italià), Archidioecesis Capuana (llatí)— és una seu de l'església catòlica, sufragània de l'Arquebisbat de Nàpols, que pertany a la regió eclesiàstica Campània. El 2006 tenia 186.400 batejats d'un total de 191.500 habitants. Actualment està regida per l'arquebisbe Salvatore Visco.

## Territori

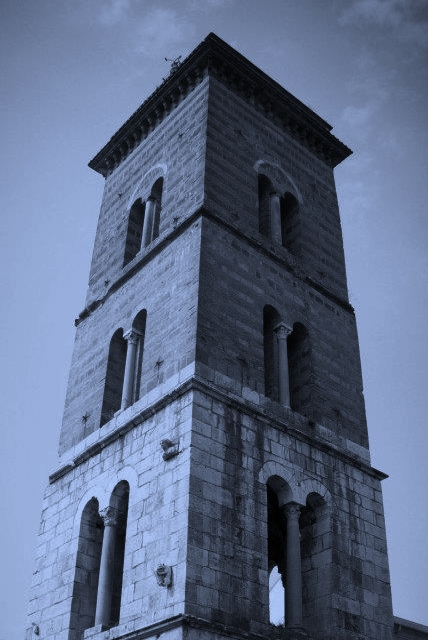
Campanar de la catedral de Càpua

L'arxidiòcesi comprèn els municipis de Càpua, Bellona, Cancello ed Arnone, Casagiove (només parcialment, la resta del territori pertany a la diòcesi de Caserta), Casapulla, Caserta (en part, limitada a la fracció d'Ercole, la resta de territori pertany a la diòcesi de Caserta), Castel Volturno, Curti, Grazzanise, Macerata Campania, Marcianise (només parcialment, la resta del territori pertany a la diòcesi de Caserta), Portico di Caserta, San Prisco, Santa Maria Càpua Vetere, Santa Maria la Fossa, San Tammaro i Vitulazio.
Limita al sud amb el bisbat d'Aversa, al nord-oest amb el de Sessa Aurunca, al nord amb el de Teano-Calvi, al nord-est amb el d'Alife-Caiazzo i a l'est amb la diòcesi de Caserta.
La seu episcopal és la ciutat de Càpua, on es troba la catedral de Santa Maria Assunta in Cielo.
El territori està dividit en 60 parròquies, agrupades en 7 arxiprestats: Càpua, Bellona, Tifatina, Marcianise, Santa Maria Càpua Vetere, Basso Volturno i Macerata.

## Història
L'arxidiòcesi de Càpua seria, segons la tradició, una de les diòcesis més antigues d'Itàlia, que es remunta a inicis de la meitat del segle i. De fet, té orígens apostòlics. No obstant això, la primera evidència històrica d'un bisbe de Càpua és Proterio, que va assistir a un sínode a Roma al 313.
Creat com un poble agrícola d'origen osco durant la primera Edat de Ferro, potser fins i tot abans de la fundació de Roma (ca. 900-750), els etruscs van fer de Càpua una ciutat fortificada, col·locant al capdavant de la dodecapoli campana, que inclou les ciutats de Atella, Cales (Calvi Risorta), Casilino, Cumes, Ercolano, Formia, Nàpols, Nuceria, Nola, Pompeia, Pozzuoli i Sessa. Des de llavors Capua va ser durant segles la senyora indiscutible no només de la Campania Felix romana i de la Terra Laboris normana, sinó de tota la Campània, que va ser batejada així pel seu paper com a capital.

### Els orígens apostòlics
La tradició antiga, que conflueox al Breviarium Campanum i la historiografia no només locals, vol que a Càpua l'Evangeli va ser predicat des de l'arribada de l'Apòstol Sant Pere, a Roma, qui hauria deixat com a primer bisbe a Sant Prisc, el seu company de viatge i deixeble del Senyor, l'amo de la casa on Jesús i els Apòstols van celebrar el Sant Sopar.
Més enllà de qualsevol discussió sobre els seus orígens és cert que Capua, com Roma, va tenir com els seus primers màrtirs a Sant Prisco, Sant Sinoto, Sant lupolo, Sant Ruf, Sant Carponio, Sant Quarto, San Marcelo, Sant Agustí de Capua, Santa Felicitat, Sant Quint, Sant'Aristeo i molts altres; les seves catacumbes, les seves primeres basíliques cristianes; la seva importància com l'Església Ecumènica que participa en els debats doctrinals sempre al costat de l'Església de Roma. Això es demostra per la correspondència, custodiada a la Biblioteca Diocesana de l'Arxidiòcesi de Càpua, de Sant Cebrià i Sant Agustí de Càpua (249-260), la presència del Bisbe Proterio (304-326) al Concili Romà del 313, al Concili d'Arle del 314 i els altres dos concilis romans del 315 i del 325.
De major importància són la definició del bisbe Vincenzo (vers 341 - finals de 357), anomenat per Sant Atanasi d'Alexandria «bisbe de Càpua metropolità de Campània», i la col·locació de Càpua, pel poeta Ausoni, mestre de Sant Paulí de Nola, entre les vint principals ciutats i més famoses de l'Imperi Romà, i precedit només per Roma, Constantinoble, Cartago, Antioquia, Alexandria, Trèveris i Milà.

### Càpua des del segle IV
El 391, per ordre del Papa Sirici, Càpua va acollir un concili plenari de bisbes occidentals i orientals en què, sota la presidència de Sant Ambròs, es va discutir i va definir la doctrina de la virginitat perpètua de Maria, impugnada pel bisbe herètic Bonòs de Sofia.
És important recordar dos bisbes de la seu capuana, venerats com a sants:
- Sant Germà de Càpua (516-540), l'ànima en morir va ser vist anar al cel pel seu amic proper i confident Sant Benet de Núrsia, en 519 el Papa Hormisdes el va enviar com a delegat papal a la cort de Constantinoble, per recompondre el cisma entre Orient i Occident causat pel Patriarca Acaci de Constantinoble.
- San Víctor (541-556), biblista expert, patròleg, liturgista i astrònom, va ser l'autor del preciós text litúrgic universalment conegut per la designació de Codex Fuldensis o Bonifatianus, que conté un leccionari i un calendari en ús en Campània a inicis del segle IV. Amb aquest Sant Víctor no només es refereix a l'acció litúrgica, exemple pastoral del Papa Damas, Lleó el Gran, Gregori el Gran, sant Ambròs i sant Paulí de Nola, sinó que va mostrar que l'Església de Càpua, mentre que s'inclinava cap a la de Roma, constituïa una família litúrgia, que va seguir una tradició litúrgica pròpia com ho succeí Milà, Aquileia, Pavia, Torí, Nola, Benevent, Nàpols i Montecassino.[5]

### La destrucció de l'antiga Càpua
El 841 la ciutat antiga de Càpua va ser destruïda pels sarraïns, enviats pel príncep de Benevent. No obstant això, al 856, el bisbe Landolfo I (843 - 879) i el seu germà el comte Landone, que eren els més grans exponents de l'alta noblesa longobarda al comtat de Càpua, van reconstruir la ciutat a la vora del Volturno i no en el seu antic emplaçament, on una altra ciutat va tornar a la vida per créixer en l'actual Santa Maria Capua Vetere.
No van passar molts anys que Càpua, gràcies a la política del bisbe Landolfo II, qui també va ser el comte, va esdevenir la seu del Principat i la capital de tot el Regne Longobard meridional.
Els historiadors sostenen que un dels esdeveniments més importants en la història de l'arxidiòcesi de Càpua va ser l'assentament dels Cassinesi en aquesta ciutat. Al 883 l'abadia de Montecassino va ser destruïda a mans dels sarraïns, de manera que els monjos de Sant Benet el 914 es va traslladar a Càpua, al monestir construït per l'abat Giovanni (914-928). Així Càpua va esdevenir un dels centres religiosos i culturals més importants d'Europa.

### La seu metropolitana
Cap al final del segle X Càpua va aconseguir el seu apogeu: el príncep Pandolfo I Testadiferro, amb la conquesta del Principat de Salern (978), reuní durant els dominis de la Itàlia meridional longobarda, anomenada la Langobardia Minor.
El 14 d'agost de 966 el papa Joan XIII, que havia trobat refugi a Càpua, elevà la seu al rang d'arxidiòcesi metropolitana, tenint com a sufragànies Atina, Aquino, Caiazzo, Calvi, Carinola, Caserta, Fondi, Gaeta, Isernia, Sessa Aurunca, Sora, Teano i Venafro.
Se li va concedir aquest privilegi perquè després de l'elecció de Joan XIII, imposada per Otó I, va ser expulsat del palau del Laterà, assotat públicament i empresonat a Castel Sant'Angelo. Per raons misterioses, va aconseguir escapar i es va refugiar al palau episcopal de Càpua, acollit per Pandolfo I.
Així Càpua va esdevenir la cinquena metròpoli a Itàlia després de Roma, Milà, Aquileia i Ravenna i la primera de la Itàlia meridional de ritu llatí, ja que només en els anys següents es van constituir els metropolitanates de Salern (ca. 968) i Benevent (26 de maig 969). Per a això, l'arquebisbe de Càpua va esdevenir el llegat de la Seu Apostòlica i el Vicari del Papa al Principat Lombard.
Els arquebisbes de Càpua tenien alguns privilegis especials: estan lligats a la Santa Seu, s'havien reservat el dret a ungir amb l'oli sant els prínceps de Càpua, van subscriure els seus diplomes amb mini o amb cinabri i autenticar les seves butlles amb plom.

### L'arxidiòcesi i els normands
Els llongobards van ser reemplaçats pels normands que va augmentar encara més el prestigi de la seu metropolitana, preservant a Càpua el lideratge polític i militar central del regne. Sota els normands, Càua era «la gemma més preuada de la corona dels Reis i la clau il·lustre dels Regne […] a Càpua van ser vists en diverses ocasions per convocar assemblees o parlaments, on, pel feliç raonament de l'Estat i les esglésies del regne, per invitació del monarca, es reuniren gairebé tots els arquebisbes, bisbes, abats, comtes i barons del regne amb els principis normands.».
Se sap que els principis normands Càpua es van declarar vassalls i súbdits de l'Església, defensant la Santa Seu contra la interferència dels emperadors, i que l'arquebisbe metropolità Erveo (1072-1087), de família normanda, va ser un dels més ferms partidaris de pontificat de Gregori VII que en repetides ocasions va ser rebut al palau episcopal. Cal no oblidar l'arquebisbe metropolità Alfano que, a més de veure confirmada la seu metropolitana, també va ser enviat com a llegat al rei Enric II d'Anglaterra, per demanar-li de donés comptes de la mort de l'Arquebisbe de Canterbury Thomas Becket. En tornar de la legació, Alfano va rebre en donació pel rei de Sicília un valuós Evangeliari, avui guardat en el tresor de la Catedral. La bona reputació de l'arxidiòcesi gloriosa viure en els anys següents, fins al punt que el Papa Innocenci III, després de la mort de l'arquebisbe Matteo, va dir al Capítol Metropolità de la Catedral que «De totes les metròpolis del món, Càpua és la més propera a la Seu Apostòlica».

### Les relacions amb la Seu Apostòlica
Dels 80 arquebisbes metropolitans, 19 han estat Cardenals. Només per esmentar alguns: Ippolito d'Este, Administrador apostòlic (1493), Juan López (1498), Nikolaus von Schönberg O.P.(1520), Luigi Caetani (1624), Niccolò Caracciolo (1703), Francesco Serra-Cassano (1826), Giuseppe Cosenza (1850), Francesco Saverio Apuzzo (1871) i, finalment, els dos reconeguts internacionalment: Sant Roberto Bellarmino i Alfonso Capecelatro.
Cal recordar que fins a 22 Pontífexs han visitat Càpua per motius pastorals o polítics. Recordem el més famós: Gregori VII, Gregori X, Celestí V, Bonifaci VIII, Urbà VI, Benet XIII, Pius IX i Joan Pau II.
Amb la Butlla De utiliori del 27 de juny de 1818, les diòcesis sufragànies de Càpua es reduïren a les de Isernia, Calvi e Teano, Sessa i Caserta.
El 30 d'abril de 1979 en virtut de la butlla Quamquam Ecclesia del Papa Joan Pau II, l'arxidiòcesi va perdre la dignitat Metropolitana, tot i que conserva el títol d'arquebisbe, i va esdevenir sufragània de l'arxidiòcesi de Nàpols.

## El Capítol Metropolità de Càpua
En els dos mil anys d'història de l'arxidiòcesi, el capítol metropolità va tenir papers importants. La seva creació es remunta als temps antics. Ja en 536, un tal Zaffio, primicer de Càpua, en les seves cartes a Sant Gregori el Gran parla d'un ardiaca de Càpua nomenat Plàstico. En 1205 el Capítol tenia més de 50 canonges, però l'arquebisbe Marino Filomarino va fixar el número en 40, dividint els canonges en la triple classe de 10 preveres, 10 diaques i 20 sotsdiaques. L'arquebisbe Cesare Costa instituí els càrrecs de Canonge Teòleg i de Canonge Penitenciari, assignant-los a la classe dels sotsdiaques. El cardenal Roberto Bellarmino, que considerà que les constitucions del Capítol no s'ajustaven a les disposicions del Concili de Trento, el van sotmetre a reforma, portant el nombre de membres a 20 preveres, 20 diaques i 10 sotsdiaques. El cardenal Luigi Caetani va canviar de nou el nombre dels canonges, reduint-lo a només dos ordres, és a dir, 20 preveres i 20 diaques. Aquest canvi es va mantenir en voga fins a 1867 quan, a conseqüència de la llei civil, el capítol es van reduir de 40 a 12. El 1881, el Cardenal Arquebisbe Alfonso Capecelatro obtingué del Papa Lleó XIII la facultat de poder establir, d'acord amb un estatut especial, 8 nous canonges sense rendes. El Capítol Metropolità Catedralici va obtenir diversos privilegis de la Santa Seu. Entre ells es troba l'ús de la capa magna a les misses pontificals, l'ús de la insígnia papal ad instar Abbatum, i en particular de la mitra, atorgada per Benet XIII; la imposició de mitres es va fer per primera vegada amb el ritu solemne de la nit de Nadal de 1725. El 8 de maig de 1725 el papa Benet XIV va concedir l'ús de la capa magna cardenalícia com els capítols de Milà i Lisboa. La capa magna cardenalícia, de color porpra, usada sobre la sotana porpra, va ser el vestit del cor del Capítol; amb el pit cobert d'ermini a l'hivern, i de seda a l'estiu; en el temps d'Advent i Quaresma, en la processó de Sant Marc Evangelista, en la processó de la Rogativa i els funerals, la capella era una llana de color porpra. Els canonges podrien portar aquest vestit, fins i tot en presència dels cardenals i el Papa. Van ser cuidadors savis i experts de la Catedral, diputats de la signatura.

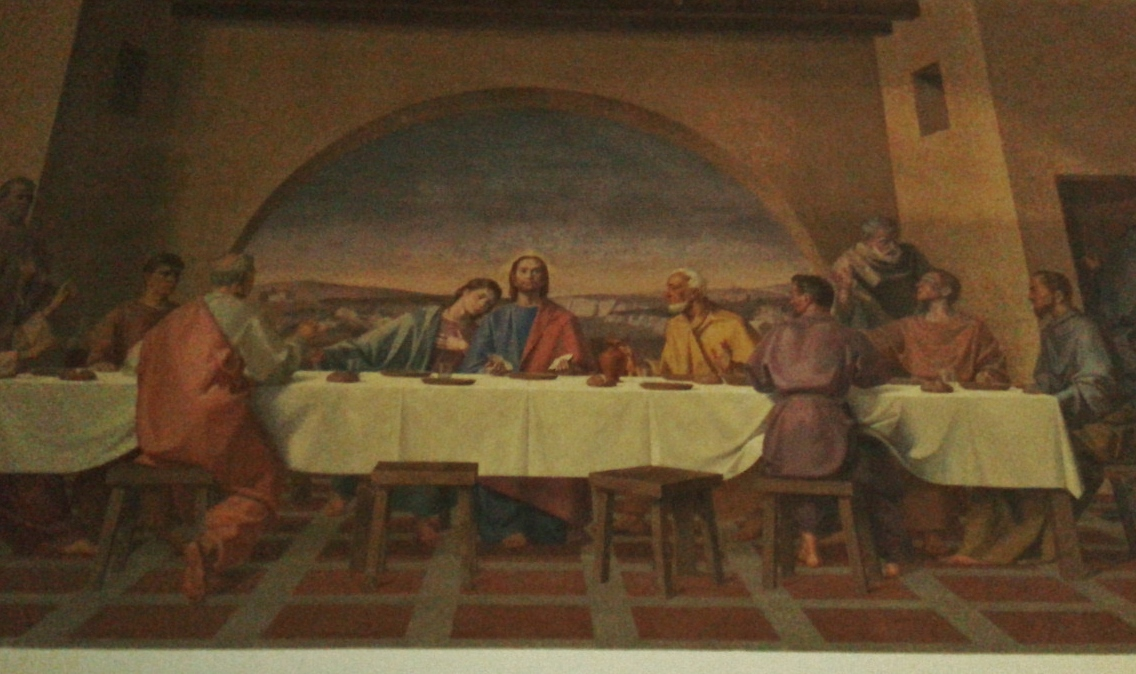
Sant Sopar, a la Catedral de Càpua

Al capítol se li reconeix la cura i restauració de la Catedral; recorda, en particular, la Consagració de 6 de juny 1255, presidida pel Papa Alexandre IV, després de la restauració dels anys 1250 1255; la consagració de la Basílica Catedral inferior (subterrània) feta després de la restauració de 23 d'abril de 1724 pel cardenal arquebisbe Vincenzo Maria Orsini, el futur Papa Benet XIII; la segona consagració del 19 de novembre de 1724 de la Catedral, presidida pel cardenal arquebisbe de Corint, Mondilio Orsini, el legat papal i nebot de Benet XIII i futur arquebisbe de Càpua (del 1728 al 1743); la Rosa d'Or, enviada pel Papa Benet XIII el 30 d'abril de 1726 (sent la 142a de les més de 180 distribuïdes a tot el món); la preciosa relíquia de la Vera Creu, atorgada pel mateix Papa al cardenal arquebisbe Caracciolo 30 d'octubre de 1727; el títol de Basílica Menor donat a la Catedral per Papa Lleó XII el 20 de novembre de 1827; la tercera consagració de la Catedral el 19 de novembre de 1858; i finalment, després del bombardeig que va destruir la ciutat de Càpua, la consagració definitiva de la Catedral reconstruïda presidida per l'arquebisbe Salvatore Baccarini 19 de novembre de 1957.

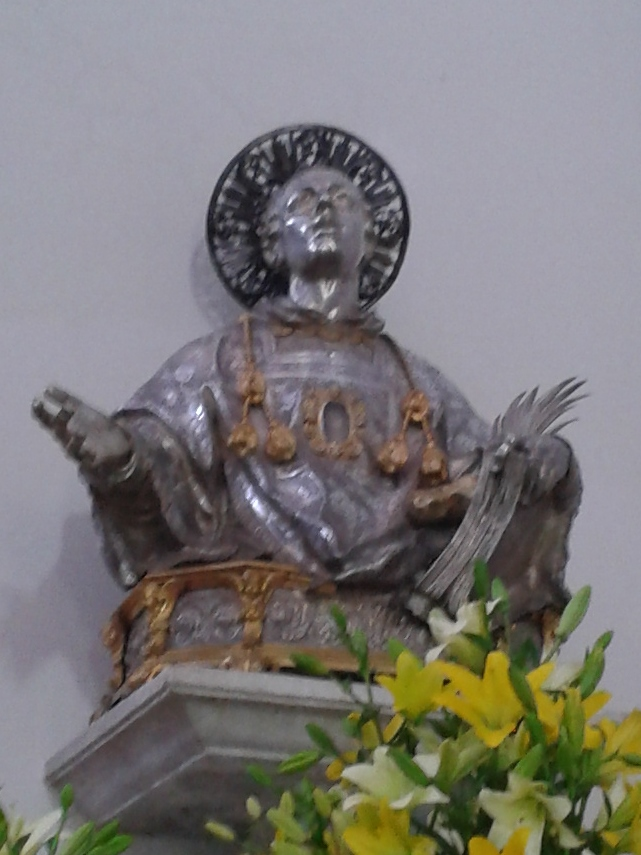
Bust en plata de Sant Esteve, catedral de Càpua

## Cronologia episcopal
- San Prisco ? † (42 - 66)
- San Sinoto ? † (66 - 80)
- San Rufo ? † (80 - 83)
- San Quarto ? † (83 - 117)
- Sant'Agostino ? † (252 - 260)
- San Quinto ? † (260 - 271)
- Sant'Aristeo ? † (300 - 303)
- Proterio † (citat el 313)
- Vincenzo † (vers 341 - finals de 357)
- San Panfilo † (385 - 409)
- San Rufino † (410 - 420)
- San Simmaco † (422 - 440)
- San Prisco II † (440 - 460)
- Tribuzio † (citat el 465)
- Costantino † (inicis de 487 - 499)
- Alessandro † (500 - 516)
- San Germano † (516 - 540/541 mort)
- San Vittore † (23 de febrer de 541 - 2 d'abril de 554 mort)
- Prisco III † (555 - 560)
- San Probino † (17 de desembre de 570 - 20 d'agost de 572 mort)
- Festo † (inicis de 593 - novembre de 594 mort)
- Basilio † (inicis de 598 - finals de 602)
- Gaudioso † (citat el 649)
- San Decoroso † (inicis de 680 - 15 de febrer de 693 mort)
- San Vitaliano † (693 - 718)
- Autario † (719 - 726)
- Ambrogio † (740 - 744)
- Teodoro ? †
- Stefano † (773 - 795)
- Radelperto † (824 - 835)
- San Paolino † (12 de juliol de 835 - 10 d'octubre de 843 mort)
- Landulfo I † (843 - 879)
- Landulfo II † (879 - 882)
- Pietro † (925)
- Sicone † (943)
- Adeiperto † (944)
- Giovanni † (966 - 974 mort)
- Leone, O.S.B. † (974 - 7 d'agost de 978 mort)
- Gerberto, O.S.B. † (978 - 21 de gener de 980 mort)
- Atenolfo † (981 - 990)
- Aione † (993 - 993 mort)[12]
- Isembardo † (993 - 1007)
- Pandolfo † (1007 - 1020)[13]
- Atenolfo II † (1022 - 1059)
- Niceforo † (? - 14 de setembre de 1059 mort)
- Ildebrando † (1059 - 1073 mort)
- Erveo † (1073 ? - 1088)
- Roberto † (1088 - 1097)
- Senne † (1118 - 1127)
- Ottone † (1118 - 1127)
- Filippo † (citat el 1129)
- Ugone † (1129 - 1135 deposat de)
- Guglielmo † (1135 - 1137 nomenat arquebisbe de Salern)
- Goffredo † (1137 - 1157)
- Alfano di Camerota † (1157 - 1183 mort)
- Matteo † (1183 - 1203 mort)
- Rinaldo † (1204 - 1218)
- Rinaldo II † (1218 - 1222 mort)
  - Giacomo di Patti † (27 de setembre de 1225 - 1227 dimití) (bisbe electe)
- Giacomo d'Amalfi † (1227 - 1242 mort)[14]
- Marino Filomarino, O.P. † (13 de gener de 1252 - 10 de març de 1285 mort)
- Cinzio della Pigna † (25 de maig de 1286 - 1290 mort)
- Salimbene † (10 de febrer de 1291 - 1295)
- Pietro Gerra † (6 de gener de 1298 - 8 de juliol de 1299 nomenat patriarca d'Aquileia)
- Leonardo Patrasso da Guarcino, O.F.M. † (20 de juliol de 1299 - 2 de març de 1300 creat cardenal bisbe d'Albano)
- Alberto † (3 de juny de 1300 - 1300 mort)
- Dorricomino Ingeraimo † (1300 - 1300)
- Giovanni de Càpua † (2 de gener de 1301 - 1304 mort)
- Andrea Pandone † (5 de juny de 1304 - 10 de setembre de 1311 mort)
- Ingeranno de Stella † (23 de juny de 1312 - 1333 mort)
- Rinardo di Ruggiero † (18 de febrer de 1334 - 1350 mort)
- Vasino Rolando, O.F.M. † (14 de juny de 1350 - 1351 mort)
- Giovanni della Porta † (18 de gener de 1353 - 1357 mort)
  - Alberto Albertini † (d'agost de 1357 - 1358) (administrador apostòlic)
- Reginaldo † (11 de maig de 1358 - 1363 mort)
- Filippo di Lanzano † (1363 - 1363 mort)
- Stefano della Sanità † (20 de desembre de 1363 - 11 de juliol de 1380 mort)
- Luigi della Ratta † (22 de desembre de 1380 - 1381 mort)
  - Giovanni di Pontecorvo † (23 de maig de 1384 - ?) (antibisbe)
- Attanasio Vindacio † (vers 1385 - 1406 mort)
- Filippo De Barillis † (19 de febrer de 1406 - 1435 mort)
- Niccolò d'Acciapaccio † (18 de febrer de 1435 - 3 d'abril de 1447 mort)
- Giordano Gaetano † (17 d'abril de 1447 - 13 d'octubre de 1496 mort)[15]
- Joan de Borja Llançol de Romaní † (1496 - 9 d'agost de 1498 dimití)
- Joan Llopis † (15 d'octubre de 1498 - 5 d'agost de 1501 mort)
- Giovanni Battista Ferrari † (9 d'agost de 1501 - 20 de juliol de 1502 mort)
  - Ippolito d'Este † (20 de juliol de 1502 - 3 de setembre de 1520 mort) (administrador apostòlic)
- Nikolaus von Schönberg, O.P. † (12 de setembre de 1520 - 28 d'abril de 1536 dimití)
- Tommaso Caracciolo † (28 d'abril de 1536 - 31 de març de 1546 mort)
- Niccolò Caetani di Sermoneta † (5 de maig de 1546 - 1548 dimití)
- Fabio Arcella † (18 de gener de 1549 - 1560 mort)
  - Niccolò Caetani di Sermoneta † (12 de maig de 1564 - 1572 dimití) (administrador apostòlic)
- Cesare Costa † (19 de novembre de 1572 - 12 de febrer de 1602 mort)
- San Roberto Bellarmino, S.J. † (18 de març de 1602 - 31 d'agost de 1605 dimití)
- Antonio Caetani † (31 d'agost de 1605 - 17 de març de 1624 mort)
- Luigi Caetani † (17 de març de 1624 - 1 de març de 1627 dimití)
- Girolamo Costanzo † (1 de març de 1627 - setembre de 1633 mort)
- Girolamo de Franchis † (27 de novembre de 1634 - 30 de gener de 1635 mort)
- Camillo Melzi † (18 de febrer de 1636 - 21 de gener de 1659 mort)
- Antonio Melzi † (14 de març de 1661 - 6 d'abril de 1687 mort)
- Gasparo Cavalieri † (7 de juliol de 1687 - 17 d'agost de 1690 mort)
- Giacomo Cantelmo † (27 de setembre de 1690 - 23 de juliol de 1691 nomenat arquebisbe de Nàpols)
- Giuseppe Bologna † (25 de març de 1692 - 2 d'agost de 1697 mort)
- Carlo Loffredo, C.R. † (10 de març de 1698 - gener de 1701 mort)
- Niccolò Caracciolo † (23 d'abril de 1703 - 7 de febrer de 1728 mort)
- Mondilio Orsini, C.O. † (8 de març de 1728 - 19 de desembre de 1743 dimití)
- Giuseppe Maria Ruffo † (3 de febrer de 1744 - 19 de març de 1754 mort)
- Muzio Gaeta † (16 de setembre de 1754 - 19 d'abril de 1764 mort)
- Michele Maria Capece Galeota † (20 d'agost de 1764 - 18 de novembre de 1777 dimití)
- Adelelmo Gennaro Pignatelli, O.S.B.Oliv. † (15 de desembre de 1777 - 9 de novembre de 1785 mort)
  - Sede vacante (1785-1792)
- Agostino Gervasio, O.S.A. † (27 de febrer de 1792 - 17 de març de 1806 mort)
  - Sede vacante (1806-1818)
- Baldassarre Mormile, C.R. † (6 d'abril de 1818 - 26 de juliol de 1826 mort)
- Francesco Serra-Cassano † (26 de juliol de 1826 - 17 d'agost de 1850 mort)
- Giuseppe Cosenza † (30 de setembre de 1850 - 30 de març de 1863 mort)
  - Sede vacante (1863-1871)
- Francesco Saverio Apuzzo † (24 de novembre de 1871 - 30 de juliol de 1880 mort)
- Alfonso Capecelatro di Castelpagano, C.O. † (20 d'agost de 1880 - 11 de novembre de 1912 mort)
- Gennaro Cosenza † (4 de març de 1913 - 2 de gener de 1930 jubilat)
- Salvatore Baccarini, C.R. † (30 de juny de 1930 - 13 de febrer de 1962 mort)
- Tommaso Leonetti † (10 de juliol de 1962 - 1 de març de 1978 jubilat)
- Luigi Diligenza † (1 de març de 1978 - 29 d'abril de 1997 jubilat)
- Bruno Schettino † (29 d'abril de 1997 - 21 de setembre de 2012 mort)
- Salvatore Visco, des del 30 d'abril de 2013

## Estadístiques
A finals del 2006, la diòcesi tenia 186.400 batejats sobre una població de 191.500 persones, equivalent al 97,3% del total.
| any  | població | població | població | sacerdots | sacerdots       | sacerdots       | sacerdots             | diaques | religiosos | religiosos | parròquies |
| ---- | -------- | -------- | -------- | --------- | --------------- | --------------- | --------------------- | ------- | ---------- | ---------- | ---------- |
| any  | batejats | total    | %        | total     | clergat secular | clergat regular | batejats por sacerdot | diaques | homes      | dones      |            |
| 1950 | 125.028  | 125.115  | 99,9     | 143       | 131             | 12              | 874                   |         | 35         | 308        | 63         |
| 1959 | 125.400  | 125.500  | 99,9     | 135       | 120             | 15              | 928                   |         | 28         | 320        | 64         |
| 1970 | 134.870  | 135.000  | 99,9     | 119       | 98              | 21              | 1.133                 |         | 32         | 407        | 71         |
| 1980 | 136.000  | 136.800  | 99,4     | 99        | 86              | 13              | 1.373                 |         | 16         | 352        | 75         |
| 1990 | 178.000  | 180.000  | 98,9     | 87        | 76              | 11              | 2.045                 |         | 13         | 360        | 60         |
| 1999 | 177.800  | 178.500  | 99,6     | 84        | 74              | 10              | 2.116                 | 2       | 13         | 330        | 59         |
| 2000 | 178.800  | 180.500  | 99,1     | 85        | 75              | 10              | 2.103                 | 2       | 13         | 330        | 59         |
| 2001 | 179.900  | 182.300  | 98,7     | 86        | 76              | 10              | 2.091                 | 1       | 13         | 295        | 60         |
| 2002 | 180.100  | 183.300  | 98,3     | 92        | 82              | 10              | 1.957                 | 3       | 23         | 290        | 59         |
| 2003 | 183.000  | 185.000  | 98,9     | 86        | 76              | 10              | 2.127                 | 4       | 23         | 280        | 59         |
| 2004 | 186.000  | 190.000  | 97,9     | 81        | 70              | 11              | 2.296                 | 2       | 20         | 270        | 59         |
| 2006 | 186.400  | 191.500  | 97,3     | 81        | 68              | 13              | 2.301                 | 3       | 25         | 280        | 60         |